# Sriwidari
Sriwidari is een bestuurslaag in het regentschap Kota Sukabumi van de provincie West-Java, Indonesië. Sriwidari telt 10.090 inwoners (volkstelling 2010).